# 桑叶风毛菊
桑叶风毛菊（学名：Saussurea morifolia）是菊科风毛菊属的植物，是中国的特有植物。分布在中国大陆的甘肃、陕西等地，生长于海拔1,820米至2,700米的地区，多生于山坡林下和路边，目前尚未由人工引种栽培。